# Osterholz
Osterholz é um distrito (kreis ou landkreis) da Alemanha localizado no estado de Baixa Saxônia.

## Cidades e municípios
| |                                                                                                 |
| Cidades: | Samtgemeinde:                                                                                   |
| 1. Osterholz-Scharmbeck Municípios (livres): 1. Grasberg 2. Lilienthal 3. Ritterhude 4. Schwanewede 5. Worpswede | Hambergen 1. Axstedt 2. Hambergen¹ 3. Holste 4. Lübberstedt 5. Vollersode ¹sede do Samtgemeinde |